# Posthumanism
Posthumanism ("efter humanismen" eller "bortom humanismen") avser en livsåskådning som ifrågasätter och utmanar den klassiska humanismen. Posthumanisterna förkastar bland annat uppdelningarna (dikotomierna) själ–kropp, människa–djur, samhälle–natur. Därtill ifrågasätts antropocentrismen.

## Posthumanister (urval)
- Donna Haraway
- N. Katherine Hayles
- Bruno Latour
- Peter Sloterdijk